# Thaumasius
Genre
Thaumasius est un genre d'oiseaux de la famille des Trochilidae.

## Liste des espèces
Selon la classification de référence du Congrès ornithologique international (11 avril 2024) (ordre phylogénique)
- Thaumasius baeri (Simon, 1901) – Colibri de Tumbes
- Thaumasius taczanowskii P.L.Sclater, 1879 – Colibri de Taczanowski

## Classification
Le nom valide complet (avec auteur) de ce taxon est Thaumasius P.L.Sclater, 1879,.

## Publication originale
- (en) Sclater, « Exhibition and description of a new Humming-bird, Thaumasius taczanowskii, from Northern Peru », Proceedings of the Zoological Society of London, Royaume-Uni, vol. 1879, no 1,‎ 18 février 1879, p. 145–146 (ISSN 0370-2774, lire en ligne, consulté le 11 avril 2024).